# Forma de gobierno
Forma de gobierno, régimen de gobierno o sistema de gobierno, modelo de gobierno o régimen político, son algunas de las diversas maneras de nombrar un concepto esencial de la ciencia política y la teoría del Estado o derecho constitucional.
Hace referencia al modelo de organización del poder constitucional que adopta un Estado en función de la relación existente entre los distintos poderes. La manera en la que se estructura el poder político para ejercer su autoridad en el Estado, coordinando todas las instituciones que lo forman, hace que cada forma de gobierno precise de unos mecanismos de regulación que le son característicos. Estos modelos políticos varían de un estado a otro y de una época histórica a otra. Su formulación se suele justificar aludiendo a muy diferentes causas: estructurales o idiosincrásicas (imperativos territoriales, históricos, culturales, religiosos, etc.) o coyunturales (períodos de crisis económica, catástrofes, guerras, peligros o "emergencias" de muy distinta naturaleza, vacíos de poder, falta de consenso o de liderazgo, etc.); pero siempre como plasmación política de un proyecto ideológico.
La denominación correspondiente a la forma o modelo de gobierno (además de referencias a la forma de Estado, que indica la estructura territorial) suele incluso incorporarse al nombre o denominación oficial del Estado, con términos de gran diversidad y que, aunque proporcionan cierta información sobre lo que proclaman, no responden a criterios comunes que permitan definir por sí solos su régimen político. Por ejemplo: Estado Plurinacional de Bolivia, Estados Unidos Mexicanos, República Bolivariana de Venezuela, Reino de España, Principado de Andorra, Gran Ducado de Luxemburgo, Federación Rusa, República Popular Democrática de Corea, Emiratos Árabes Unidos o República Islámica de Irán.  Entre los doscientos estados, solo hay dieciocho que no añaden ninguna palabra más a su nombre oficial, como por ejemplo: Jamaica; mientras que once solo indican que son "estados". La forma más común es república, seguida de la monarquía.
Hay muy distintas nomenclaturas para denominar las distintas formas de gobierno, desde los teóricos de la Antigüedad hasta la Edad Contemporánea; en la actualidad suelen utilizarse de forma habitual tres tipos de clasificaciones:
- El carácter electivo o no de la jefatura de Estado define una clasificación, entre repúblicas (electiva) y monarquías (no electiva).
- El grado de libertad, pluralismo y participación política define otra clasificación, entre sistemas democráticos, autoritarios, y totalitarios, según permitan en mayor o menor grado el ejercicio de la discrepancia y la oposición política o bien niegan más o menos radicalmente la posibilidad de disidencia (estableciendo un régimen de partido único, o distintos tipos de regímenes excepcionales, como las dictaduras o las juntas militares); a su vez el sistema electoral por el que en los sistemas participativos se expresa la voluntad popular ha tenido muy diversas conformaciones históricas (democracia directa o asamblearia, democracia indirecta o representativa, sufragio censitario o restringido, sufragio universal masculino o de ambos sexos, diferentes determinaciones de la mayoría de edad, segregación racial, inclusión o no de los inmigrantes, y otros), así como muy distintas maneras de alterarlo o desvirtuarlo (burgo podrido, gerrymandering, fraude electoral, pucherazo).
- La relación existente entre la jefatura del Estado, el gobierno y el parlamento define otra clasificación más, entre presidencialismos y parlamentarismos (con muchos grados o formas mixtas entre uno y otro).

Estas tres clasificaciones no son excluyentes, sino que se complementan, de modo que una república puede ser democrática (Estados Unidos o Sudáfrica) o no democrática (China o Corea del Norte); una democracia republicana puede ser parlamentaria (Alemania o India), semipresidencialista (Francia o Portugal) o presidencialista (Turquía o Corea del Sur); y una monarquía puede ser democrática y parlamentaria (España, Reino Unido o Japón), no democrática (Arabia Saudita o Ciudad del Vaticano) o situarse en posiciones intermedias (Marruecos o Bután), muy habitualmente calificadas de forma más o menos anacrónica con términos propios de las formas históricas de la monarquía (monarquía feudal, monarquía autoritaria, monarquía absoluta).

## Forma de gobierno, forma de Estado y sistema político
El uso específico que se da al concepto de sistema político en la terminología de las ciencias políticas suele ser diferente al de régimen político, siendo este en cambio equiparable al de forma de gobierno. A partir de la Revolución francesa (1789), el uso de las expresiones «Antiguo Régimen» —absolutista, en determinados aspectos denominado feudal o señorial— y «Nuevo Régimen» —liberal— fue dando paso a la formación de numerosos conceptos en los que al sustantivo «régimen» se le aplicaron todo tipo de adjetivos —régimen comunista, régimen fascista, etc.—. Durante la dictadura de Francisco Franco en España (1939-1975), se utilizaba la denominación «régimen» —o «el régimen» por antonomasia— en expresiones como «oposición al régimen», «adhesión al régimen», «adicto al régimen», de modo que el término adquirió una específica connotación que no perdió totalmente con la Transición, a pesar de que la expresión «régimen dictatorial» también se usaba en contraposición con la de «régimen democrático» y la de «régimen de hecho», de facto, con la de «régimen de derecho», de iure. A ello pudo contribuir también el término regime en el idioma inglés, donde, aunque también significa «forma de gobierno», el uso moderno prefiere aplicarlo a las formas de gobierno autoritarias o no democráticas; mientras que el uso académico contemporáneo es el de «an intermediate stratum between the government (which makes day-to-day decisions and is easy to alter) and the state (which is a complex bureaucracy tasked with a range of coercive functions)» («un estrato intermedio entre el gobierno, que toma decisiones cotidianas y es fácil de alterar, y el Estado, que es una burocracia compleja con un rango de funciones coercitivas»), además de aplicarse a un concepto propio de las relaciones internacionales —agencias regulatorias más allá del control de los gobiernos nacionales (régimen internacional, teoría de régimen, Krasner), pudiéndose distinguir analíticamente entre «instituciones» y «regímenes» (institutions and regimes)—. Véase también Establishment.
Los términos forma de gobierno y modelo de gobierno son empleados usualmente, aunque de forma impropia, para referirse al concepto de forma de Estado o modelo de Estado: propiamente este último no solo comprende el poder, sino además el territorio y la población. Las distintas visiones clásicas de clasificar los tipos de Estado (federal, confederal, regional, unitario, etc.) también se suelen denominar formas de gobierno en los textos políticos y filosóficos por la contracción lingüística "forma de gobierno del Estado" y "forma política del Estado" en "forma del Estado".
Por su parte, la expresión forma política del Estado se utiliza incluso en textos constitucionales para designar la forma de gobierno.
También se utilizan con ambigüedad estos términos frente al de sistema político que alude también a la estructura y funcionamiento de los poderes públicos. No obstante, mientras que una forma de gobierno (o sistema de gobierno o régimen político) es una manera de ejercitar los distintos tipos de poder por parte del gobierno, y una estructura de gobierno es la forma en la que se organiza dicho poder; un sistema político es el sistema en el que se encuentra inmerso dicho poder y en el cual ha de desenvolverse para conseguir su objetivo. Entendido así, el concepto forma de gobierno posee una connotación más estática y simple pues se refiere aisladamente a las instituciones de gobierno o al resto de actores políticos que inciden sobre ellas, y no a la interdependencia del conjunto (sistema político) y al proceso de toma de decisiones de gobierno, por su propia naturaleza más dinámico y cambiante.

## Religión y forma de gobierno
Una particularidad especial en la organización política de los estados, y que puede determinar de forma trascendental su régimen político es la relación que se determine entre el poder político y lo que se llega a denominar poder religioso. Según se establezca tal relación, habrá un total laicismo (Estado laico o separación Iglesia-Estado); una total confesionalidad del Estado (Estado confesional que define una religión oficial con mayor o menor tolerancia religiosa hacia las demás confesiones o hacia las posturas no religiosas), que a su vez puede llegar a un control total de las autoridades religiosas sobre las políticas (la teocracia) o su inverso, un control total de las autoridades políticas sobre las religiosas (el cesaropapismo); o diversos grados de colaboración y reconocimiento de una, varias o todas las confesiones religiosas desde la aconfesionalidad de un Estado aconfesional. La imposición como política religiosa de un ateísmo oficial o de una forma particular de pseudo-religión pública se produjo durante algunas fases de las revoluciones francesa (que estableció el culto a la Diosa Razón), soviética (que establecía la libertad de culto y de propaganda antirreligiosa) y la china (especialmente durante la Revolución Cultural).

## Tipología de las formas de gobierno
No ha habido históricamente acuerdo en la determinación de las diferentes formas de gobierno o de Estado, desde la antigüedad clásica hasta la Edad Contemporánea:

### Clásicas
- Platón
  - La forma perfecta: aristocracia (gobierno de "los mejores" -aristoi-, que para Platón han de ser los filósofos);
  - Las formas degeneradas: timocracia (donde gobiernan los que tienen "honor" -timé-), plutocracia (donde gobiernan los que tienen "riqueza" -ploutos-), oclocracia (donde gobierna la "muchedumbre" -oclos-) y tiranía (donde gobierna un "usurpador" -tyrannos-).

- Aristóteles, que utiliza un doble criterio, numérico (atendiendo al número de personas que ejercen el poder) y cualitativo (atendiendo al bien público)
  - Formas puras o perfectas: monarquía, aristocracia y democracia;
  - Formas impuras o corruptas: respectivamente degeneradas de las perfectas: tiranía, oligarquía y demagogia.

- Polibio define la forma de gobierno mixto o gobierno constitucional que combina las tres formas puras aristotélicas en un sistema de equilibrio de poderes, y que estarían representadas en las instituciones romanas: los cónsules, el Senado y los comicios. La ruptura del equilibrio hace caer en la sedición o la tiranía. Esta definición sería seguida por el pensamiento político medieval y de comienzos de la Edad Moderna (Tomás de Aquino, Dante, Padre Suárez)
- Maquiavelo, en El príncipe (1513), solo reconoce dos formas: todos los Estados o son repúblicas o son principados; pero también utilizó la historia de la Roma antigua para recomendar un gobierno mixto de las tres formas políticas clásicas en su Discurso sobre la primera década de Tito Livio[6]
- Montesquieu (El espíritu de las leyes, 1748) modifica la clasificación aristotélica con la distinción entre monarquía, despotismo y república; y dentro de esta entre democracia y aristocracia.

El gobierno republicano es aquel en que el pueblo, en cuerpo o solo parte de él, ejerce la potestad soberana[...]
el monárquico es aquel en que gobierna uno solo, pero con arreglo a leyes fijas y establecidas[...]
el despótico es aquel en que uno solo, sin ley ni regla, lo dirige todo a voluntad y capricho`[...]
la república en donde[...] el poder soberano está en manos de parte del pueblo[...] tiene una aristocracia[...]
En los Estados populares, es decir, en las repúblicas democráticas, se necesita el resorte de la virtud. La moderación es el alma de los gobiernos aristocráticos; mas entiéndase que me refiero a la que está fundada en la virtud, no a la que nace de la cobardía o pereza del alma[...] En cambio en las monarquías la política produce las mayores cosas con la menor virtud posible.

- Rousseau distingue democracia, aristocracia y monarquía, como Aristóteles, pero sentencia que se confunden en su ejercicio.
- Kant distingue más bien entre formas de soberanía, ya en el contexto histórico de la Revolución francesa.
- Marx: El pensamiento político marxista se centra en el componente de la clase social del Estado como superestructura jurídico política que justifica y asegura la posición de las clases dominantes y las relaciones sociales de cada modo de producción (esclavista, feudal, capitalista). En la época contemporánea habría formas de estado democrático-burgués y distintas formas de estado autoritario o dictatorial, como las dictaduras fascistas. Como forma de transición hacia una teórica sociedad comunista (sin clases) se postula la existencia de la dictadura del proletariado.

### Contemporáneas
En los siglos XX y XXI diversos autores han propuesto también diferentes tipologías de las formas de gobierno, entre los que destacan Hannah Arendt, que introdujo la oposición entre totalitarismo y pluralismo; Juan José Linz, que distinguió, dentro de las formas de gobierno dictatoriales o no democráticas, entre autoritarismo y totalitarismo; o John Burnheim que estudió el concepto de la demarquía o estococracia o democracia estocrática, que es la forma de gobierno por suerte o insaculación, donde todos los ciudadanos deben de ser aptos para participar en el gobierno.
Por su parte los politólogos de la Universidad de Barcelona Jaume Colomer y Joaquim Lleixà, partiendo de Arendt y de Linz, han propuesto la siguiente tipología de las formas de gobierno (agrupándolas en dos grandes categorías: autoritarias y democráticas):
- Formas de gobierno autoritarias (las que se basan en la coerción de los gobernados).[8]

1. Formas de gobierno tradicionalistas. «Fundamenta toda su legitimidad en la preservación de estructuras tradicionales, casi siempre bajo formas hereditarias (monarquías, emiratos, sultanatos, etc.)» como en el caso de Arabia Saudí y los Emiratos del Golfo Pérsico, y, de forma más atenuada, Marruecos y Jordania.
2. Formas de gobierno teocráticas. Aquellas en las que los poderes religiosos ostentan la supremacía institucional, como en la República Islámica de Irán o el Emirato Islámico de Afganistán.
3. Regímenes militares. Sus dirigentes proceden del ejército, la institución coercitiva por excelencia. Se suelen distinguir dos variables: la personalista (el poder lo detenta un único militar indiscutido, como la dictadura de Franco en España) o la colegial (en la que el poder es detentado por una «junta» o «directorio», en el que el liderazgo puede ser rotatorio, como las Juntas Militares de Argentina).
4. Regímenes cívico-militares. Se distinguen de los regímenes militares propiamente dichos porque en los regímenes cívico-militares la dominación de las Fuerzas Armadas no se presenta en exclusiva sino que es compartida por elementos civiles. Se pueden distinguir tres situaciones: 
  1. Regímenes de junta cívico-militar. Los militares y los civiles comparten el vértice del poder conjuntamente. Puede existir un cierto juego político interno pero siempre bajo la indiscutible hegemonía militar. Ejemplo: la Dictadura cívico-militar de Uruguay que encabezó Juan María Bordaberry.
  2. Regímenes de junta civil con garantía militar. La institución militar, iniciadora del régimen generalmente mediante un golpe de Estado, regresa a los cuarteles para dar paso a personal civil, cuya actuación estará permanentemente bajo la influencia de aquella. A veces en la junta civil también participan militares e incluso pueden llegar a presidirla, como en los casos de Argelia o la Indonesia de Suharto.
  3. Regímenes de «democracia vigilada». «Pese al funcionamiento aparentemente normal de instituciones democrático-representativas, la institución militar constituye un poder de reserva que se pone de manifiesto, en ocasiones de crisis, con un intervencionismo político, directo o indirecto, determinante. Es el caso paradigmático de Turquía, Malasia o, con matices, Egipto».
5. Regímenes de partido único. Un único partido político controla el poder del Estado. Se distinguen tres situaciones:
  1. El partido-Estado, que sería el caso paradigmático de los totalitarismos. En la actualidad solo se puede citar un único ejemplo: la Corea del Norte de la saga de Kim Il-sung.
  2. El partido de control de masas. El partido único tiene como función preferente el control social, como el Partido Comunista de China en la República Popular de China y el Partido Comunista de Cuba en la Cuba castrista y postcastrista.
  3. El partido fachada. Situación, frecuente en las dictaduras militares, en la que el partido único constituye solo una fachada del poder, sin un papel relevante en la toma de decisiones, como ocurrió con el Movimiento Nacional en la Dictadura de Franco.
6. Autoritarismos de base étnica. Se trata de regímenes autoritarios en los que una etnia asegura su supremacía sobre otras recurriendo a la fuerza («etnocracia»), como en los casos de la República Centroafricana, República Democrática del Congo, Liberia, Somalia, Ruanda o Burundi.

- Formas de gobierno democráticas (basadas en el consenso con los gobernados).[9]

1. Parlamentarismo. El Parlamento es la institución que elige (voto de confianza) y revoca (moción de censura) a los gobiernos, que son responsables ante él. Es la variante democrática dominante en Europa (sean repúblicas parlamentarias o monarquías parlamentarias), con algunas excepciones entre las que destaca Francia.
2. Presidencialismo. Esta variante nació en Estados Unidos donde, partiendo de una rígida separación de poderes, el Presidente, elegido directamente por los ciudadanos por un periodo de cuatro años, es a la vez Jefe de Estado y jefe del gobierno, y no es responsable ante el Congreso, que ostenta el poder legislativo y que no puede ser disuelto por el presidente. Sin embargo, Estados Unidos es el único caso de presidencialismo puro, aunque ha influido en presidencialismos existentes en otros países, especialmente de Latinoamérica.
3. Semipresidencialismo. Un régimen híbrido entre el presidencialismo y el parlamentarismo, cuyo ejemplo más notorio es la Quinta República francesa. Del primero toma la elección directa por los ciudadanos del Presidente de la República, que no puede ser destituido por el Parlamento y que es quien propone al jefe del Gobierno (además de ostentar amplias atribuciones, especialmente en política exterior y de defensa). Del segundo toma que el jefe de Gobierno para poder desempeñar sus funciones ejecutivas tiene que contar también con la confianza del Parlamento («doble confianza»), que puede destituirlo mediante una moción de censura. Además de en Francia, existe en Austria, Irlanda, Islandia, Portugal y Finlandia (aunque en este último país el presidente de la República no es elegido directamente por los ciudadanos).

## Lista de países

### Países miembros de la Organización de las Naciones Unidas
| Sistemas de gobierno |
| --- |
| Presidencialismo (56) Parlamentarismo (43) Monarquía constitucional o parlamentaria ceremonial (28) Semipresidencialismo (24) Provisional (14) Monarquía constitucional activa (9) Parlamentarismo mixto (8) Monarquía absoluta (6) Unipartidismo (6) |

| Estado                          | Forma constitucional                    | Jefe del Estado | Mandato Jefatura de Estado | Base de legitimidad ejecutiva                                                               | Mandato Legislativo (Jefe de Gobierno) | Continente |
| ------------------------------- | --------------------------------------- | --------------- | -------------------------- | ------------------------------------------------------------------------------------------- | -------------------------------------- | ---------- |
| Afganistán                      | Emirato Islámico                        | Ejecutivo       | -                          | Gobierno de facto del Talibán                                                               | -                                      | Asia       |
| Albania                         | República parlamentaria                 | Ceremonial      | 5 años                     | Ministros sujetos a la confianza parlamentaria                                              | 4 años                                 | Europa     |
| Alemania                        | República parlamentaria                 | Ceremonial      | 5 años                     | Ministros sujetos a la confianza parlamentaria                                              | 4 años                                 | Europa     |
| Andorra                         | Monarquía constitucional                | Ceremonial      | Variable                   | Ministros sujetos a la confianza parlamentaria                                              | 4 años                                 | Europa     |
| Angola                          | República presidencialista              | Ejecutiva       | 5 años                     | Presidente independiente de la legislatura                                                  | 4 años                                 | África     |
| Antigua y Barbuda               | Monarquía constitucional                | Ceremonial      | Variable                   | Ministros sujetos a la confianza parlamentaria                                              | 5 años                                 | América    |
| Arabia Saudita                  | Monarquía absoluta                      | Ejecutivo       | Variable                   | Todo el poder concentrado en el monarca                                                     | -                                      | Asia       |
| Argelia                         | República semipresidencialista          | Ejecutiva       | 5 años                     | Presidente independiente de la legislatura; ministros sujetos a la confianza parlamentaria  | 5 años                                 | África     |
| Argentina                       | República presidencialista              | Ejecutiva       | 4 años                     | Presidente independiente de la legislatura                                                  | 4 años                                 | América    |
| Armenia                         | República parlamentaria                 | Ejecutiva       | 5 años                     | Ministros sujetos a la confianza parlamentaria                                              | 5 años                                 | Asia       |
| Australia                       | Monarquía constitucional                | Ceremonial      | Variable                   | Ministros sujetos a la confianza parlamentaria                                              | 3 años                                 | Oceanía    |
| Austria                         | República parlamentaria                 | Ceremonial      | 6 años                     | Ministros sujetos a la confianza parlamentaria                                              | 5 años                                 | Europa     |
| Azerbaiyán                      | República semipresidencialista          | Ejecutiva       | 5 años                     | Presidente independiente de la legislatura; ministros sujetos a la confianza parlamentaria  | 5 años                                 | Asia       |
| Bahamas                         | Monarquía constitucional                | Ceremonial      | Variable                   | Ministros sujetos a la confianza parlamentaria                                              | 5 años                                 | América    |
| Bangladés                       | República parlamentaria                 | Ceremonial      | 5 años                     | Ministros sujetos a la confianza parlamentaria                                              | 5 años                                 | Asia       |
| Barbados                        | República parlamentaria                 | Ceremonial      | Variable                   | Ministros sujetos a la confianza parlamentaria                                              | 5 años                                 | América    |
| Baréin                          | Monarquía constitucional                | Ejecutivo       | Variable                   | El monarca ejerce el poder ejecutivo compartido con otros órganos.                          | 4 años                                 | Asia       |
| Bélgica                         | Monarquía constitucional                | Ceremonial      | Variable                   | Ministros sujetos a la confianza parlamentaria                                              | 5 años                                 | Europa     |
| Belice                          | Monarquía constitucional                | Ceremonial      | Variable                   | Ministros sujetos a la confianza parlamentaria                                              | 5 años                                 | América    |
| Bielorrusia                     | República presidencialista              | Ejecutiva       | 5 años                     | Presidente independiente de la legislatura                                                  | 4 años                                 | Europa     |
| Benín                           | República presidencialista              | Ejecutiva       | 5 años                     | Presidente independiente de la legislatura                                                  | 5 años                                 | África     |
| Birmania                        | Junta militar                           | Ejecutiva       | -                          | Consejo Administrativo del Estado de Birmania                                               | -                                      | Asia       |
| Bolivia                         | República presidencialista              | Ejecutiva       | 5 años                     | Presidente independiente de la legislatura                                                  | 5 años                                 | América    |
| Bosnia y Herzegovina            | República parlamentaria                 | Ceremonial      | 4 años                     | Ministros sujetos a la confianza parlamentaria                                              | 4 años                                 | Europa     |
| Botsuana                        | República parlamentaria                 | Ejecutiva       | 5 años                     | Presidente y el gobierno pueden estar sometidos, o no, a la confianza parlamentaria         | 5 años                                 | África     |
| Brasil                          | República presidencialista              | Ejecutiva       | 4 años                     | Presidente independiente de la legislatura                                                  | 4 años                                 | América    |
| Brunéi                          | Monarquía absoluta                      | Ejecutivo       | Variable                   | Todo el poder concentrado en el monarca                                                     | Variable                               | Asia       |
| Bulgaria                        | República parlamentaria                 | Ceremonial      | 5 años                     | Ministros sujetos a la confianza parlamentaria                                              | 4 años                                 | Europa     |
| Burkina Faso                    | Junta militar                           | Ejecutiva       | -                          | MPSR                                                                                        | -                                      | África     |
| Burundi                         | República presidencialista              | Ejecutiva       | 5 años                     | Presidente independiente de la legislatura                                                  | 5 años                                 | África     |
| Bután                           | Monarquía constitucional                | Ejecutivo       | Variable                   | El monarca ejerce el poder ejecutivo compartido con otros órganos                           | 5 años                                 | Asia       |
| Cabo Verde                      | República semipresidencialista          | Ejecutiva       | 5 años                     | Presidente independiente de la legislatura; ministros sujetos a la confianza parlamentaria  | 5 años                                 | África     |
| Camboya                         | Monarquía constitucional                | Ceremonial      | Variable                   | Ministros sujetos a la confianza parlamentaria                                              | 5 años                                 | Asia       |
| Camerún                         | República presidencialista              | Ejecutiva       | 7 años                     | Presidente independiente de la legislatura                                                  | 5 años                                 | África     |
| Canadá                          | Monarquía constitucional                | Ceremonial      | Variable                   | Ministros sujetos a la confianza parlamentaria                                              | 5 años                                 | América    |
| Catar                           | Monarquía absoluta                      | Ejecutivo       | Variable                   | Todo el poder concentrado en el monarca                                                     | -                                      | Asia       |
| Chad                            | Junta militar                           | Ejecutiva       | -                          | Consejo Militar de Transición                                                               | -                                      | África     |
| Chile                           | República presidencialista              | Ejecutiva       | 4 años                     | Presidente independiente de la legislatura                                                  | 4 años                                 | América    |
| China                           | República unipartidista                 | Ejecutivo       | 5 años                     | Solo existe el PCCh                                                                         | 5 años                                 | Asia       |
| Chipre                          | República presidencialista              | Ejecutiva       | 5 años                     | Presidente independiente de la legislatura                                                  | 5 años                                 | Asia       |
| Ciudad del Vaticano             | Teocracia                               | Ejecutivo       | Variable                   | Todo el poder concentrado en el monarca                                                     | -                                      | Europa     |
| Colombia                        | República presidencialista              | Ejecutiva       | 4 años                     | Presidente independiente de la legislatura                                                  | 4 años                                 | América    |
| Comoras                         | República presidencialista              | Ejecutiva       | 5 años                     | Presidente independiente de la legislatura                                                  | 5 años                                 | África     |
| Corea del Norte                 | República unipartidista                 | Ejecutivo       | 5 años                     | Solo existe el FDRP                                                                         | 5 años                                 | Asia       |
| Corea del Sur                   | República presidencialista              | Ejecutiva       | 5 años                     | Presidente independiente de la legislatura                                                  | 4 años                                 | Asia       |
| Costa de Marfil                 | República presidencialista              | Ejecutiva       | 5 años                     | Presidente independiente de la legislatura                                                  | 5 años                                 | África     |
| Costa Rica                      | República presidencialista              | Ejecutiva       | 4 años                     | Presidente independiente de la legislatura                                                  | 4 años                                 | América    |
| Croacia                         | República parlamentaria                 | Ceremonial      | 5 años                     | Ministros sujetos a la confianza parlamentaria                                              | 4 años                                 | Europa     |
| Cuba                            | República unipartidista                 | Ejecutivo       | 5 años                     | Solo existe el PCC                                                                          | 5 años                                 | América    |
| Dinamarca                       | Monarquía constitucional                | Ceremonial      | Variable                   | Ministros sujetos a la confianza parlamentaria                                              | 4 años                                 | Europa     |
| Dominica                        | República parlamentaria                 | Ceremonial      | Variable                   | Ministros sujetos a la confianza parlamentaria                                              | 5 años                                 | América    |
| Ecuador                         | República presidencialista              | Ejecutiva       | 4 años                     | Presidente independiente de la legislatura                                                  | 4 años                                 | América    |
| Egipto                          | República semipresidencialista          | Ejecutiva       | 4 años                     | Presidente independiente de la legislatura; ministros sujetos a la confianza parlamentaria  | 5 años                                 | África     |
| El Salvador                     | República presidencialista              | Ejecutiva       | 5 años                     | Presidente independiente de la legislatura                                                  | 3 años                                 | América    |
| Emiratos Árabes Unidos          | Monarquía constitucional                | Ejecutivo       | Variable                   | El monarca ejerce el poder ejecutivo compartido con otros órganos.                          | -                                      | Asia       |
| Eritrea                         | República unipartidista                 | Ejecutivo       | 5 años                     | Solo existe el PFDJ                                                                         | 5 años                                 | África     |
| Eslovaquia                      | República parlamentaria                 | Ceremonial      | 5 años                     | Ministros sujetos a la confianza parlamentaria                                              | 4 años                                 | Europa     |
| Eslovenia                       | República parlamentaria                 | Ceremonial      | 5 años                     | Ministros sujetos a la confianza parlamentaria                                              | 4 años                                 | Europa     |
| España                          | Monarquía parlamentaria                 | Ceremonial      | Variable                   | Ministros sujetos a la confianza parlamentaria                                              | 4 años                                 | Europa     |
| Estados Federados de Micronesia | República parlamentaria                 | Ejecutiva       | 4 años                     | Presidente y el gobierno pueden estar sometidos, o no, a la confianza parlamentaria         | 2 años                                 | Oceanía    |
| Estados Unidos                  | República presidencialista              | Ejecutiva       | 4 años                     | Presidente independiente de la legislatura                                                  | 2 años                                 | América    |
| Estonia                         | República parlamentaria                 | Ceremonial      | 5 años                     | Ministros sujetos a la confianza parlamentaria                                              | 4 años                                 | Europa     |
| Etiopía                         | República parlamentaria                 | Ceremonial      | 6 años                     | Ministros sujetos a la confianza parlamentaria                                              | 5 años                                 | África     |
| Filipinas                       | República presidencialista              | Ejecutiva       | 6 años                     | Presidente independiente de la legislatura                                                  | 3 años                                 | Asia       |
| Finlandia                       | República parlamentaria                 | Ceremonial      | 6 años                     | Ministros sujetos a la confianza parlamentaria                                              | 4 años                                 | Europa     |
| Fiyi                            | República parlamentaria                 | Ceremonial      | 5 años                     | Ministros sujetos a la confianza parlamentaria                                              | 5 años                                 | Oceanía    |
| Francia                         | República semipresidencialista          | Ejecutiva       | 5 años                     | Presidente independiente de la legislatura; ministros sujetos a la confianza parlamentaria  | 5 años                                 | Europa     |
| Gabón                           | Junta militar                           | Ejecutiva       | -                          | CTRI                                                                                        | -                                      | África     |
| Gambia                          | República presidencialista              | Ejecutiva       | 5 años                     | Presidente independiente de la legislatura                                                  | 5 años                                 | África     |
| Georgia                         | República parlamentaria                 | Ceremonial      | 5 años                     | Ministros sujetos a la confianza parlamentaria                                              | 4 años                                 | Asia       |
| Ghana                           | República presidencialista              | Ejecutiva       | 4 años                     | Presidente independiente de la legislatura                                                  | 4 años                                 | África     |
| Granada                         | Monarquía constitucional                | Ceremonial      | Variable                   | Ministros sujetos a la confianza parlamentaria                                              | 5 años                                 | América    |
| Grecia                          | República parlamentaria                 | Ceremonial      | 5 años                     | Ministros sujetos a la confianza parlamentaria                                              | 4 años                                 | Europa     |
| Guatemala                       | República presidencialista              | Ejecutiva       | 4 años                     | Presidente independiente de la legislatura                                                  | 4 años                                 | América    |
| Guinea                          | Junta militar                           | Ejecutiva       | -                          | Comité Nacional de Reconciliación y Desarrollo                                              | -                                      | África     |
| Guinea-Bisáu                    | República semipresidencialista          | Ejecutiva       | 5 años                     | Presidente independiente de la legislatura; ministros sujetos a la confianza parlamentaria  | 5 años                                 | África     |
| Guinea Ecuatorial               | República presidencialista              | Ejecutiva       | 5 años                     | Presidente independiente de la legislatura                                                  | 5 años                                 | África     |
| Guyana                          | República presidencialista              | Ejecutiva       | 5 años                     | Presidente independiente de la legislatura                                                  | 5 años                                 | América    |
| Haití                           | República semipresidencialista          | Ejecutiva       | 5 años                     | Presidente independiente de la legislatura; ministros sujetos a la confianza parlamentaria  | 4 años                                 | América    |
| Honduras                        | República presidencialista              | Ejecutiva       | 4 años                     | Presidente independiente de la legislatura                                                  | 4 años                                 | América    |
| Hungría                         | República parlamentaria                 | Ceremonial      | 5 años                     | Ministros sujetos a la confianza parlamentaria                                              | 4 años                                 | Europa     |
| India                           | República parlamentaria                 | Ceremonial      | 5 años                     | Ministros sujetos a la confianza parlamentaria                                              | 5 años                                 | Asia       |
| Indonesia                       | República presidencialista              | Ejecutiva       | 5 años                     | Presidente independiente de la legislatura                                                  | 5 años                                 | Asia       |
| Irak                            | República parlamentaria                 | Ceremonial      | 4 años                     | Ministros sujetos a la confianza parlamentaria                                              | 4 años                                 | Asia       |
| Irán                            | Teocracia                               | Ejecutiva       | 4 años                     | Presidente independiente de la legislatura                                                  | 4 años                                 | Asia       |
| Irlanda                         | República parlamentaria                 | Ceremonial      | 7 años                     | Ministros sujetos a la confianza parlamentaria                                              | 5 años                                 | Europa     |
| Islandia                        | República parlamentaria                 | Ceremonial      | 4 años                     | Ministros sujetos a la confianza parlamentaria                                              | 4 años                                 | Europa     |
| Israel                          | República parlamentaria                 | Ceremonial      | 7 años                     | Ministros sujetos a la confianza parlamentaria                                              | 4 años                                 | Asia       |
| Italia                          | República parlamentaria                 | Ceremonial      | 7 años                     | Ministros sujetos a la confianza parlamentaria                                              | 5 años                                 | Europa     |
| Jamaica                         | Monarquía constitucional                | Ceremonial      | Variable                   | Ministros sujetos a la confianza parlamentaria                                              | 5 años                                 | América    |
| Japón                           | Monarquía constitucional                | Ceremonial      | Variable                   | Ministros sujetos a la confianza parlamentaria                                              | 4 años                                 | Asia       |
| Jordania                        | Monarquía constitucional                | Ejecutivo       | Variable                   | El monarca ejerce el poder ejecutivo compartido con otros órganos.                          | 4 años                                 | Asia       |
| Kazajistán                      | República presidencialista              | Ejecutiva       | 5 años                     | Presidente independiente de la legislatura                                                  | 5 años                                 | Asia       |
| Kenia                           | República presidencialista              | Ejecutiva       | 5 años                     | Presidente independiente de la legislatura                                                  | 5 años                                 | África     |
| Kirguistán                      | República parlamentaria                 | Ceremonial      | 6 años                     | Ministros sujetos a la confianza parlamentaria                                              | 5 años                                 | Asia       |
| Kiribati                        | República parlamentaria                 | Ejecutiva       | 4 años                     | Presidente y el gobierno pueden estar sometidos, o no, a la confianza parlamentaria         | 4 años                                 | Oceanía    |
| Kuwait                          | Monarquía constitucional                | Ejecutivo       | Variable                   | El monarca ejerce el poder ejecutivo compartido con otros órganos.                          | 4 años                                 | Asia       |
| Laos                            | República unipartidista                 | Ejecutivo       | 5 años                     | Solo existe el Partido Popular Revolucionario                                               | 5 años                                 | Asia       |
| Lesoto                          | Monarquía constitucional                | Ceremonial      | Variable                   | Ministros sujetos a la confianza parlamentaria                                              | 5 años                                 | África     |
| Letonia                         | República parlamentaria                 | Ceremonial      | 4 años                     | Ministros sujetos a la confianza parlamentaria                                              | 4 años                                 | Europa     |
| Líbano                          | República parlamentaria                 | Ceremonial      | 4 años                     | Ministros sujetos a la confianza parlamentaria                                              | 4 años                                 | Asia       |
| Liberia                         | República presidencialista              | Ejecutiva       | 6 años                     | Presidente independiente de la legislatura                                                  | 6 años                                 | África     |
| Libia                           | República presidencialista              | Ejecutivo       | -                          | Gobierno de Acuerdo Nacional                                                                | -                                      | África     |
| Liechtenstein                   | Monarquía constitucional                | Ejecutivo       | Variable                   | El monarca ejerce el poder ejecutivo compartido con otros órganos.                          | 4 años                                 | Europa     |
| Lituania                        | República semipresidencialista          | Ejecutiva       | 5 años                     | Presidente independiente de la legislatura; ministros sujetos a la confianza parlamentaria  | 4 años                                 | Europa     |
| Luxemburgo                      | Monarquía constitucional                | Ceremonial      | Variable                   | Ministros sujetos a la confianza parlamentaria                                              | 5 años                                 | Europa     |
| Macedonia del Norte             | República parlamentaria                 | Ceremonial      | 5 años                     | Ministros sujetos a la confianza parlamentaria                                              | 4 años                                 | Europa     |
| Madagascar                      | República semipresidencialista          | Ejecutiva       | 5 años                     | Presidente independiente de la legislatura; ministros sujetos a la confianza parlamentaria  | 4 años                                 | África     |
| Malasia                         | Monarquía constitucional electiva       | Ceremonial      | 5 años                     | Ministros sujetos a la confianza parlamentaria                                              | 5 años                                 | Asia       |
| Malaui                          | República presidencialista              | Ejecutiva       | 5 años                     | Presidente independiente de la legislatura                                                  | 5 años                                 | África     |
| Maldivas                        | República presidencialista              | Ejecutiva       | 5 años                     | Presidente independiente de la legislatura                                                  | 5 años                                 | Asia       |
| Mali                            | Junta militar                           | Ejecutiva       | -                          | Comité Nacional para la Salvación del Pueblo                                                | -                                      | África     |
| Malta                           | República parlamentaria                 | Ceremonial      | 5 años                     | Ministros sujetos a la confianza parlamentaria                                              | 5 años                                 | Europa     |
| Marruecos                       | Monarquía constitucional                | Ejecutivo       | Variable                   | El monarca ejerce el poder ejecutivo compartido con otros órganos.                          | 5 años                                 | África     |
| Islas Marshall                  | República parlamentaria                 | Ejecutiva       | 5 años                     | Presidente y el gobierno pueden estar sometidos, o no, a la confianza parlamentaria         | 5 años                                 | Oceanía    |
| Mauricio                        | República parlamentaria                 | Ceremonial      | 5 años                     | Ministros sujetos a la confianza parlamentaria                                              | 5 años                                 | África     |
| Mauritania                      | República islámica semipresidencialista | Ejecutiva       | 5 años                     | Presidente independiente de la legislatura; ministros sujetos a la confianza parlamentaria  | 5 años                                 | África     |
| México                          | República presidencialista              | Ejecutiva       | 6 años                     | Presidente independiente de la legislatura                                                  | 3 años                                 | América    |
| Moldavia                        | República parlamentaria                 | Ceremonial      | 4 años                     | Ministros sujetos a la confianza parlamentaria                                              | 4 años                                 | Europa     |
| Mónaco                          | Monarquía constitucional                | Ejecutivo       | Variable                   | El monarca ejerce el poder ejecutivo compartido con otros órganos.                          | 5 años                                 | Europa     |
| Mongolia                        | República semipresidencialista          | Ejecutiva       | 4 años                     | Presidente independiente de la legislatura; ministros sujetos a la confianza parlamentaria  | 4 años                                 | Asia       |
| Montenegro                      | República parlamentaria                 | Ceremonial      | 5 años                     | Ministros sujetos a la confianza parlamentaria                                              | 4 años                                 | Europa     |
| Mozambique                      | República semipresidencialista          | Ejecutiva       | 5 años                     | Presidente independiente de la legislatura; ministros sujetos a la confianza parlamentaria  | 5 años                                 | África     |
| Namibia                         | República semipresidencialista          | Ejecutiva       | 5 años                     | Presidente independiente de la legislatura; ministros sujetos a la confianza parlamentaria  | 5 años                                 | África     |
| Nauru                           | República parlamentaria                 | Ejecutiva       | 4 años                     | Presidente y el gobierno pueden estar sometidos, o no, a la confianza parlamentaria         | 3 años                                 | Oceanía    |
| Nepal                           | República parlamentaria                 | Ceremonial      | 5 años                     | Ministros sujetos a la confianza parlamentaria                                              | 4 años                                 | Asia       |
| Nicaragua                       | República presidencialista              | Ejecutiva       | 5 años                     | Presidente independiente de la legislatura                                                  | 5 años                                 | América    |
| Níger                           | Junta militar                           | Ejecutiva       | -                          | CNSP                                                                                        | -                                      | África     |
| Nigeria                         | República presidencialista              | Ejecutiva       | 4 años                     | Presidente independiente de la legislatura                                                  | 4 años                                 | África     |
| Noruega                         | Monarquía constitucional                | Ceremonial      | Variable                   | Ministros sujetos a la confianza parlamentaria                                              | 4 años                                 | Europa     |
| Nueva Zelanda                   | Monarquía constitucional                | Ceremonial      | Variable                   | Ministros sujetos a la confianza parlamentaria                                              | 3 años                                 | Oceanía    |
| Omán                            | Monarquía absoluta                      | Ejecutivo       | Variable                   | Todo el poder concentrado en el monarca                                                     | -                                      | Asia       |
| Países Bajos                    | Monarquía constitucional                | Ceremonial      | Variable                   | Ministros sujetos a la confianza parlamentaria                                              | 4 años                                 | Europa     |
| Pakistán                        | República islámica parlamentaria        | Ceremonial      | 5 años                     | Ministros sujetos a la confianza parlamentaria                                              | 5 años                                 | Asia       |
| Palaos                          | República presidencialista              | Ejecutiva       | 4 años                     | Presidente independiente de la legislatura                                                  | 4 años                                 | Oceanía    |
| Palestina                       | República semipresidencialista          | Ejecutiva       | 4 años                     | Presidente independiente de la legislatura; ministros sujetos a la confianza parlamentaria  | 4 años                                 | Asia       |
| Panamá                          | República presidencialista              | Ejecutiva       | 5 años                     | Presidente independiente de la legislatura                                                  | 5 años                                 | América    |
| Papúa Nueva Guinea              | Monarquía constitucional                | Ceremonial      | Variable                   | Ministros sujetos a la confianza parlamentaria                                              | 5 años                                 | Oceanía    |
| Paraguay                        | República presidencialista              | Ejecutiva       | 5 años                     | Presidente independiente de la legislatura                                                  | 5 años                                 | América    |
| Perú                            | República presidencialista              | Ejecutiva       | 5 años                     | Presidente independiente de la legislatura; ministros sujetos a la confianza parlamentaria. | 5 años                                 | América    |
| Polonia                         | República semipresidencialista          | Ejecutivo       | 5 años                     | Presidente independiente de la legislatura; ministros sujetos a la confianza parlamentaria  | 4 años                                 | Europa     |
| Portugal                        | República semipresidencialista          | Ejecutiva       | 5 años                     | Presidente independiente de la legislatura; ministros sujetos a la confianza parlamentaria  | 4 años                                 | Europa     |
| Reino Unido                     | Monarquía constitucional                | Ceremonial      | Variable                   | Ministros sujetos a la confianza parlamentaria                                              | 5 años                                 | Europa     |
| República Checa                 | República parlamentaria                 | Ceremonial      | 5 años                     | Ministros sujetos a la confianza parlamentaria                                              | 4 años                                 | Europa     |
| República Centroafricana        | República presidencialista              | Ejecutiva       | 5 años                     | Presidente independiente de la legislatura                                                  | 5 años                                 | África     |
| República del Congo             | República presidencialista              | Ejecutiva       | 7 años                     | Presidente independiente de la legislatura                                                  | 5 años                                 | África     |
| República Democrática del Congo | República semipresidencialista          | Ejecutiva       | 5 años                     | Presidente independiente de la legislatura; ministros sujetos a la confianza parlamentaria  | 4 años                                 | África     |
| República Dominicana            | República presidencialista              | Ejecutiva       | 4 años                     | Presidente independiente de la legislatura                                                  | 4 años                                 | América    |
| Ruanda                          | República presidencialista              | Ejecutiva       | 7 años                     | Presidente independiente de la legislatura                                                  | 5 años                                 | África     |
| Rumania                         | República semipresidencialista          | Ejecutiva       | 5 años                     | Presidente independiente de la legislatura; ministros sujetos a la confianza parlamentaria  | 4 años                                 | Europa     |
| Rusia                           | República semipresidencialista          | Ejecutiva       | 6 años                     | Presidente independiente de la legislatura; ministros sujetos a la confianza parlamentaria  | 5 años                                 | Europa     |
| Islas Salomón                   | Monarquía constitucional                | Ceremonial      | Variable                   | Ministros sujetos a la confianza parlamentaria                                              | 4 años                                 | Oceanía    |
| San Marino                      | República parlamentaria                 | Ejecutiva       | 5 años                     | Presidente y el gobierno pueden estar sometidos, o no, a la confianza parlamentaria         | 5 años                                 | Europa     |
| Samoa                           | República parlamentaria                 | Ceremonial      | Variable                   | Ministros sujetos a la confianza parlamentaria                                              | 5 años                                 | Oceanía    |
| San Cristóbal y Nieves          | Monarquía constitucional                | Ceremonial      | Variable                   | Ministros sujetos a la confianza parlamentaria                                              | 5 años                                 | América    |
| San Vicente y las Granadinas    | Monarquía constitucional                | Ceremonial      | Variable                   | Ministros sujetos a la confianza parlamentaria                                              | 5 años                                 | América    |
| Santa Lucía                     | Monarquía constitucional                | Ceremonial      | Variable                   | Ministros sujetos a la confianza parlamentaria                                              | 5 años                                 | América    |
| Santo Tomé y Príncipe           | República semipresidencialista          | Ejecutiva       | 5 años                     | Presidente independiente de la legislatura; ministros sujetos a la confianza parlamentaria  | 4 años                                 | África     |
| Senegal                         | República semipresidencialista          | Ejecutiva       | 5 años                     | Presidente independiente de la legislatura; ministros sujetos a la confianza parlamentaria  | 5 años                                 | África     |
| Serbia                          | República parlamentaria                 | Ceremonial      | 5 años                     | Ministros sujetos a la confianza parlamentaria                                              | 4 años                                 | Europa     |
| Seychelles                      | República presidencialista              | Ejecutiva       | 5 años                     | Presidente independiente de la legislatura                                                  | 5 años                                 | África     |
| Sierra Leona                    | República presidencialista              | Ejecutiva       | 5 años                     | Presidente independiente de la legislatura                                                  | 5 años                                 | África     |
| Singapur                        | República parlamentaria                 | Ceremonial      | 6 años                     | Ministros sujetos a la confianza parlamentaria                                              | 5 años                                 | Asia       |
| Siria                           | Gobierno provisional                    | Ejecutivo       | -                          | Gobierno de transición de Siria                                                             | -                                      | Asia       |
| Somalia                         | República parlamentaria                 | Ceremonial      | 4 años                     | Ministros sujetos a la confianza parlamentaria                                              | 4 años                                 | África     |
| Sri Lanka                       | República semipresidencialista          | Ejecutiva       | 5 años                     | Presidente independiente de la legislatura; ministros sujetos a la confianza parlamentaria  | 5 años                                 | Asia       |
| Suazilandia                     | Monarquía absoluta                      | Ejecutivo       | Variable                   | Todo el poder concentrado en el monarca                                                     | 5 años                                 | África     |
| Sudáfrica                       | República parlamentaria                 | Ejecutiva       | 5 años                     | Presidente y el gobierno pueden estar sometidos, o no, a la confianza parlamentaria         | 5 años                                 | África     |
| Sudán                           | Junta militar                           | Ejecutiva       | -                          | Gobierno de facto del Consejo Soberano                                                      | -                                      | África     |
| Sudán del Sur                   | República presidencialista              | Ejecutiva       | 5 años                     | Presidente independiente de la legislatura                                                  | 4 años                                 | África     |
| Suecia                          | Monarquía constitucional                | Ceremonial      | Variable                   | Ministros sujetos a la confianza parlamentaria                                              | 4 años                                 | Europa     |
| Suiza                           | República parlamentaria                 | Ceremonial      | 4 años                     | Ministros sujetos a la confianza parlamentaria                                              | 4 años                                 | Europa     |
| Surinam                         | República parlamentaria                 | Ejecutiva       | 5 años                     | Presidente y el gobierno pueden estar sometidos, o no, a la confianza parlamentaria         | 5 años                                 | América    |
| Tailandia                       | Monarquía constitucional                | Ceremonial      | Variable                   | Ministros sujetos a la confianza parlamentaria                                              | 4 años                                 | Asia       |
| Tanzania                        | República presidencialista              | Ejecutiva       | 5 años                     | Presidente independiente de la legislatura                                                  | 5 años                                 | África     |
| Tayikistán                      | República presidencialista              | Ejecutiva       | 7 años                     | Presidente independiente de la legislatura                                                  | 5 años                                 | Asia       |
| Timor Oriental                  | República semipresidencialista          | Ejecutiva       | 5 años                     | Presidente independiente de la legislatura; ministros sujetos a la confianza parlamentaria  | 5 años                                 | Asia       |
| Togo                            | República presidencialista              | Ejecutiva       | 5 años                     | Presidente independiente de la legislatura                                                  | 6 años                                 | África     |
| Tonga                           | Monarquía constitucional                | Ejecutivo       | Variable                   | El monarca ejerce el poder ejecutivo compartido con otros órganos.                          | 5 años                                 | Oceanía    |
| Trinidad y Tobago               | República parlamentaria                 | Ceremonial      | 5 años                     | Ministros sujetos a la confianza parlamentaria                                              | 5 años                                 | América    |
| Túnez                           | República semipresidencialista          | Ejecutiva       | 5 años                     | Presidente independiente de la legislatura; ministros sujetos a la confianza parlamentaria  | 5 años                                 | África     |
| Turkmenistán                    | República presidencialista              | Ejecutiva       | 5 años                     | Presidente independiente de la legislatura                                                  | 5 años                                 | Asia       |
| Turquía                         | República presidencialista              | Ejecutiva       | 5 años                     | Presidente independiente de la legislatura                                                  | 5 años                                 | Asia       |
| Tuvalu                          | Monarquía constitucional                | Ceremonial      | Variable                   | Ministros sujetos a la confianza parlamentaria                                              | 4 años                                 | Oceanía    |
| Ucrania                         | República semipresidencialista          | Ejecutiva       | 5 años                     | Presidente independiente de la legislatura; ministros sujetos a la confianza parlamentaria  | 4 años                                 | Europa     |
| Uganda                          | República presidencialista              | Ejecutiva       | 5 años                     | Presidente independiente de la legislatura                                                  | 5 años                                 | África     |
| Uruguay                         | República presidencialista              | Ejecutiva       | 5 años                     | Presidente independiente de la legislatura                                                  | 5 años                                 | América    |
| Uzbekistán                      | República presidencialista              | Ejecutiva       | 7 años                     | Presidente independiente de la legislatura                                                  | 5 años                                 | Asia       |
| Vanuatu                         | República parlamentaria                 | Ceremonial      | 5 años                     | Ministros sujetos a la confianza parlamentaria                                              | 4 años                                 | Oceanía    |
| Venezuela                       | República presidencialista              | Ejecutiva       | 6 años                     | Presidente independiente de la legislatura                                                  | 5 años                                 | América    |
| Vietnam                         | República unipartidista                 | Ejecutivo       | 5 años                     | Solo existe el Partido Comunista                                                            | 5 años                                 | Asia       |
| Yemen                           | Gobierno provisional                    | Ejecutiva       | -                          | Gobierno de facto del Consejo Político Supremo                                              | -                                      | Asia       |
| Yibuti                          | República presidencialista              | Ejecutiva       | 5 años                     | Presidente independiente de la legislatura                                                  | 5 años                                 | África     |
| Zambia                          | República presidencialista              | Ejecutiva       | 5 años                     | Presidente independiente de la legislatura                                                  | 5 años                                 | África     |
| Zimbabue                        | República presidencialista              | Ejecutiva       | 5 años                     | Presidente independiente de la legislatura                                                  | 5 años                                 | África     |

### Países con reconocimiento limitado o sin reconocimiento internacional
| Estado                               | Forma constitucional           | Jefe del Estado | Mandato Jefatura de Estado | Base de legitimidad ejecutiva                                                              | Mandato Legislativo |
| ------------------------------------ | ------------------------------ | --------------- | -------------------------- | ------------------------------------------------------------------------------------------ | ------------------- |
| Abjasia                              | República semipresidencialista | Ejecutiva       | 5 años                     | Presidente independiente de la legislatura                                                 | 5 años              |
| Artsaj                               | República presidencialista     | Ejecutiva       | 5 años                     | Presidente independiente de la legislatura                                                 | 5 años              |
| Islas Cook                           | Monarquía constitucional       | Ceremonial      | Variable                   | Ministros sujetos a la confianza parlamentaria                                             | 4 años              |
| Kosovo                               | República parlamentaria        | Ceremonial      | 5 años                     | Ministros sujetos a la confianza parlamentaria                                             | 4 años              |
| República de China                   | República semipresidencialista | Ejecutiva       | 5 años                     | Presidente independiente de la legislatura; ministros sujetos a la confianza parlamentaria | 4 años              |
| Chipre del Norte                     | República semipresidencialista | Ejecutiva       | 5 años                     | Presidente independiente de la legislatura; ministros sujetos a la confianza parlamentaria | 5 años              |
| Niue                                 | Monarquía constitucional       | Ceremonial      | Variable                   | Ministros sujetos a la confianza parlamentaria                                             | 3 años              |
| República Árabe Saharaui Democrática | República unipartidista        | Ejecutivo       | Variable                   | Poder constitucionalmente vinculado a un único movimiento político                         | 2 años              |
| Osetia del Sur                       | República semipresidencialista | Ejecutiva       | 5 años                     | Presidente independiente de la legislatura; ministros sujetos a la confianza parlamentaria | 5 años              |
| Somalilandia                         | República presidencialista     | Ejecutivo       | 4 años                     | Presidente independiente de la legislatura                                                 | 5 años              |
| Transnistria                         | República semipresidencialista | Ejecutiva       | 5 años                     | Presidente independiente de la legislatura; ministros sujetos a la confianza parlamentaria | 5 años              |

## Clasificación de las formas de gobierno actuales

### Repúblicas
Una república es la forma de gobierno en la que el jefe del estado no es un monarca, sino un cargo público cuyo ocupante no tiene derecho por sí mismo a ejercerlo, sino que lo ha obtenido mediante un procedimiento de elección pública directa o indirecta (nominado por un parlamento) y está sometido al escrutinio público –ambas cosas en teoría–, y su denominación es compatible con sistemas democráticos, unipartidistas, dictatoriales y totalitarios. Aunque el republicanismo identifica como valores republicanos los de la Revolución francesa (libertad, igualdad y fraternidad), no es posible identificar históricamente república con democracia o igualdad ante la ley o con la elección de todos los cargos de forma democrática. Desde el propio nacimiento del concepto en la Edad Antigua, con la República romana.
Las listas siguientes incluyen a todas las repúblicas según su régimen interno constitucional independientemente de que se hayan elegido democráticamente o no.

#### Repúblicas presidencialistas
Se trata de sistemas en los que un presidente es la cabeza activa de la rama ejecutiva del gobierno y es elegido y se mantiene en el cargo independientemente de la legislatura. El presidente es a la vez jefe de Estado y jefe de gobierno. Los siguientes estados son repúblicas presidencialistas:
África
- Angola
- Benín
- Burundi
- Chad[12]
- Comoras
- Gambia
- Ghana
- Kenia
- Liberia
- Malaui
- Nigeria
- Seychelles
- Sierra Leona
- Sudán del Sur
- Zambia
- Zimbabue

América
- Argentina[13]
- Bolivia
- Brasil
- Chile
- Colombia
- Costa Rica
- República Dominicana
- Ecuador
- El Salvador
- Estados Unidos
- Guatemala
- Honduras
- México
- Nicaragua
- Panamá
- Paraguay
- Surinam
- Uruguay
- Venezuela

Asia
- Afganistán[14]
- Filipinas
- Indonesia
- Irán[15]
- Maldivas
- Turkmenistán
- Turquía

Europa
- Chipre

Oceanía
- Palaos

#### Repúblicas presidencialistas con un primer ministro ejecutivo pleno
Se trata de sistemas en los que un presidente es la cabeza activa de la rama ejecutiva del gobierno, independientemente de la legislatura. No obstante nombra a un primer ministro para coordinar las tareas de gobierno sin necesidad de consulta o aprobación legislativa. El primer ministro puede tener diferentes funciones delegadas por la jefatura del Estado, esencialmente como jefe de gobierno (presidir el consejo de ministros, hacer cumplir el programa de gobierno, nombrar cargos civiles, etcétera), así mismo es responsable ante el presidente. En tales casos, el jefe de Estado queda protegido en gran medida de una destitución desviada al primer ministro, aunque el primer ministro lo reemplazaría legalmente en caso de destitución o falta. Es el equivalente a un vicepresidente con poderes más específicos y predominantes que aquellos países que no regulan constitucionalmente el papel del vicepresidente más allá del no poder ser destituidos por el presidente y servir preponderantemente como reemplazo del jefe de Estado, que también es jefe de gobierno. Los siguientes estados tienen este modelo:
África
- Camerún
- República Centroafricana
- República del Congo
- Costa de Marfil
- Gabón[12]
- Guinea[12]
- Guinea Ecuatorial
- Ruanda
- Sudán[12]
- Tanzania
- Togo
- Uganda
- Yibuti

América
- Guyana
- Perú[16]

Asia
- Corea del Sur
- Kazajistán
- Tayikistán
- Uzbekistán

Europa
- Bielorrusia

#### Repúblicas semipresidencialistas
En sistemas semipresidenciales, hay por lo general tanto presidente como un primer ministro. En tales sistemas, el presidente, mantiene el cargo independientemente de la legislatura, tiene la autoridad genuina ejecutiva, a diferencia de en una república parlamentaria, pero parte del papel del jefe del gobierno es ejercido por el primer ministro que suele ser nombrado por el presidente pero es responsable ante la cámara legislativa. Los siguientes estados son repúblicas semipresidencialistas:
África
- Argelia
- Burkina Faso[12]
- Cabo Verde
- República Democrática del Congo
- Guinea-Bisáu
- Egipto
- Madagascar
- Malí[12]
- Mauritania
- Mozambique
- Namibia
- Níger[12]
- Sahara Occidental (RASD)[17]
- Santo Tomé y Príncipe
- Senegal
- Túnez
- Yibuti

América
- Haití

Asia
- Azerbaiyán
- Mongolia
- Palestina
- Siria
- Sri Lanka
- República de China (Taiwán)
- Timor Oriental
- Yemen

Europa
- Francia
- Polonia
- Portugal
- Rumania
- Rusia
- Ucrania

#### Repúblicas parlamentarias
Una república parlamentaria es un sistema en el cual un primer ministro es el jefe activo del poder ejecutivo de gobierno y también el líder de la legislatura; por este motivo el presidente de la república solo tiene funciones representativas y ceremoniales. Los siguientes Estados son repúblicas parlamentarias:
África
- Etiopía
- Mauricio
- Libia
- Somalia

América
- Barbados
- Dominica
- Trinidad y Tobago

Asia
- Armenia
- Bangladés
- Georgia
- India
- Irak
- Israel
- Kirguistán
- Líbano
- Nepal
- Pakistán
- Singapur

Europa
- Albania
- Alemania
- Austria
- Bosnia y Herzegovina[18]
- Bulgaria
- Croacia
- Eslovaquia
- Eslovenia
- Estonia
- Finlandia
- Grecia
- Hungría
- Islandia
- Italia
- Irlanda
- Letonia
- Lituania
- Macedonia del Norte
- Malta
- Moldavia
- Montenegro
- República Checa
- San Marino
- Serbia

Oceanía
- Fiyi
- Samoa[19]
- Vanuatu

#### Repúblicas parlamentarias mixtas
En estos sistemas el poder ejecutivo está en manos del presidente y su gobierno elegidos al mismo que la legislatura. Sin embargo el presidente está sujeto a la confianza del parlamento (también pueden estarlo sus ministros o miembros del ejecutivo).
En Sudáfrica, el presidente puede ser forzado a dimitir por el Parlamento. 
En Kiribati, una moción de confianza exitosa contra el presidente, fuerza a una nueva elección presidencial.
En los Estados Federados de Micronesia, el congreso designa de 10 diputados de elección popular y 4 senadores (un senador por cada estado federado designado por sus legislaturas estatales) designa de entre los 4 senadores a su presidente y vicepresidente, que designa con autoridad total su gabinete y al mismo tiempo legisla en el congreso.
África
- Botsuana[20]
- Sudáfrica

América
- Surinam[21]

Asia
- Myanmar (Birmania)[21][12]

Europa
- San Marino
- Suiza[22][20]

Oceanía
- Kiribati
- Estados Federados de Micronesia[21]
- Islas Marshall[20]
- Nauru[20]

#### Repúblicas unipartidistas
Las repúblicas unipartidistas son estados en los que un partido único tiene todo el poder en el gobierno o estados en que la estructura del partido es a la vez la estructura del gobierno y que no permiten la creación de otros partidos (o si existen otros partidos, tienen una representación muy limitada). Las siguientes son repúblicas unipartidistas:
América
- Cuba (Partido Comunista de Cuba)

África
- Eritrea (Frente Popular por la Democracia y la Justicia)

Asia
- Corea del Norte (Frente Democrático para la Reunificación de la Patria)
- Laos (Partido Popular Revolucionario de Laos)
- República Popular China (Partido Comunista de China)
- Vietnam (Partido Comunista de Vietnam)

### Estados Apartidistas
En los estados apartidistas no existe ningún partido político, aunque pueda o no, estar permitido legalmente. Si bien estos Estados pueden ser monarquías o repúblicas, están enfocados principalmente a microestados y ciudades-estado.

### Monarquías
Las monarquías son sistemas de gobierno en que la jefatura del estado es personal, vitalicia y designada según un orden hereditario (monarquía hereditaria), aunque en algunos casos se elige, bien por cooptación del propio monarca, bien por un grupo selecto (monarquía electiva -las monarquías de los pueblos germánicos o la primitiva monarquía romana-).
Las formas de monarquía, tal como se sucedieron históricamente en Europa Occidental entre la Edad Media y la Edad Moderna, fueron la monarquía feudal (durante la Plena Edad Media), la monarquía autoritaria (desde la crisis bajomedieval) y la monarquía absoluta (desde el siglo XVII). La crisis del Antiguo Régimen significó, en su aspecto político, su sustitución por repúblicas o por formas de monarquía con poderes limitados: la monarquía parlamentaria que se desarrolló con la Revolución inglesa y las monarquías constitucionales que se desarrollaron en el continente europeo. La diferencia inicial consistía en que mientras la monarquía parlamentaria inglesa –cuya tradición consuetudinaria determinó que no hubiera un único documento que pudiera denominarse constitución escrita– ponía el poder esencial en manos del parlamento, en la monarquía constitucional los textos constitucionales determinaban más o menos explícitamente la cuestión de la soberanía, pudiendo atribuirla sin más a la nación (soberanía nacional) o al pueblo (soberanía popular) o establecer un cierto grado de soberanía compartida entre el rey y el parlamento. En cuanto a la institución parlamentaria, tanto en las monarquías parlamentarias como en las constitucionales, era elegida inicialmente mediante sufragio censitario por un cuerpo electoral de definición cada vez más amplia, hasta llegar al sufragio universal masculino a finales del siglo XX. El fortalecimiento del control parlamentario de la actividad del gobierno e incluso de su mismo nombramiento fue haciéndose indistinguible en ambas monarquías, de modo que desde el siglo XX no hay diferencias significativas entre ellas; al tiempo que se han reducido en importancia las diferencias existentes con los sistemas republicanos democráticos.

#### Monarquías constitucionales
En las monarquías constitucionales el monarca que ejerce el cargo de jefe de Estado ocupa también el cargo de jefe de gobierno reteniendo el poder ejecutivo mientras el parlamento o congreso retiene el poder legislativo.

#### Monarquías parlamentarias
En las monarquías parlamentarias, el monarca, aun manteniendo su posición como el jefe de Estado, tiene poderes muy limitados o meramente simbólicos o ceremoniales. El poder ejecutivo es ejercido en su nombre por el gobierno, dirigido por un jefe de gobierno, primer ministro o presidente del gobierno. Este es nombrado a través de procedimientos fijados por la ley o la costumbre, que en la práctica significan el nombramiento del líder del partido o coalición con mayor representación en un parlamento o cuerpo legislativo electo.
Las siguientes son monarquías constitucionales o parlamentarias:
África
- Lesoto

Asia
- Camboya
- Japón
- Malasia
- Tailandia

Europa
- Andorra[23]
- Bélgica
- Dinamarca
- España
- Luxemburgo
- Noruega
- Países Bajos
- Suecia

##### Reinos de la Mancomunidad de Naciones
Los reinos de la Mancomunidad (Commonwealth realms), son aquellos Estados que reconocen como jefe de Estado al monarca soberano del Reino Unido, actualmente el rey Carlos III, que toma en esos países el título correspondiente (p. ej. rey de Australia, rey de Canadá, rey de Nueva Zelanda, etc.). 
Cabe destacar que la organización denominada Mancomunidad de Naciones, incluye Estados que no tienen al monarca británico como jefe de Estado, sin embargo, lo consideran como un jefe de Estado honorario dentro de la organización. Los embajadores entre estos Estados reciben la denominación de altos comisionados. 
El monarca designa un gobernador general como su representante, para cada uno de estos Estados (excepto para el Reino Unido), con poderes ejecutivos limitados y ceremoniales. 
El primer ministro es el jefe de Gobierno de la rama ejecutiva en cada uno de sus Estados, el cual proviene del cuerpo legislativo como líder del partido o coalición con más representación.
Son monarquías constitucionales y sistemas parlamentarios. 
Los reinos de la Mancomunidad de Naciones son:
América
- Antigua y Barbuda
- Bahamas
- Belice
- Canadá
- Granada
- Jamaica
- San Cristóbal y Nieves
- Santa Lucía
- San Vicente y las Granadinas

Europa
- Reino Unido

Oceanía
- Australia
- Nueva Zelanda
- Papúa Nueva Guinea
- Islas Salomón
- Tuvalu

#### Monarquías semiconstitucionales
También llamadas monarquías semiconstitucionales porque, a pesar de regirse por un texto constitucional y poseer instituciones legislativas elegidas, judiciales con mayor o menor independencia y un ejecutivo dirigido por un primer ministro; el monarca conserva poderes significativos, que puede utilizar a discreción, y control sobre todos los poderes, de forma en cierto modo similar a como se ejercía el poder monárquico con una carta otorgada.
Son monarquías semiconstitucionales o constitucionales con fuerte poder regio:
África
- Marruecos

Asia
- Baréin
- Bután
- Emiratos Árabes Unidos[24]
- Jordania
- Kuwait

Europa
- Mónaco
- Liechtenstein

Oceanía
- Tonga

#### Monarquías absolutas
Las monarquías absolutas son regímenes monárquicos en los que el monarca tiene el poder absoluto del gobierno. Las siguientes son monarquías absolutas:
África
- Suazilandia

Asia
- Arabia Saudita
- Brunéi
- Catar
- Omán

### Teocracias
Son gobiernos sin separación de poderes entre la autoridad política y la religiosa. Su cuerpo legislativo está supeditado a la legislación interna de la religión dominante, la sharia en el mundo islámico, o el derecho canónico para la Iglesia católica.
- Irán[15]
- Ciudad del Vaticano[25]

### Estados gobernados por juntas militares
Gobiernos formados exclusivamente por altos mandos de las fuerzas armadas de su Estado.
- Birmania (república parlamentaria)
- Burkina Faso (república semipresidencialista)
- Chad (república presidencialista)
- Gabón (república presidencialista)
- Guinea (república presidencialista)
- Mali (república semipresidencialista)
- Níger (república semipresidencialista)
- Sudán (república presidencialista)

### Estados con gobierno provisional
Estados que tienen un sistema de gobierno que está en transición.
- Afganistán[14] (emirato Islámico)
- Libia (república parlamentaria)
- Palestina (república semipresidencialista)
- Siria (república semipresidencialista)
- Sudán del Sur (república presidencialista)
- Yemen (república semipresidencialista)